# Amalberga von Gent

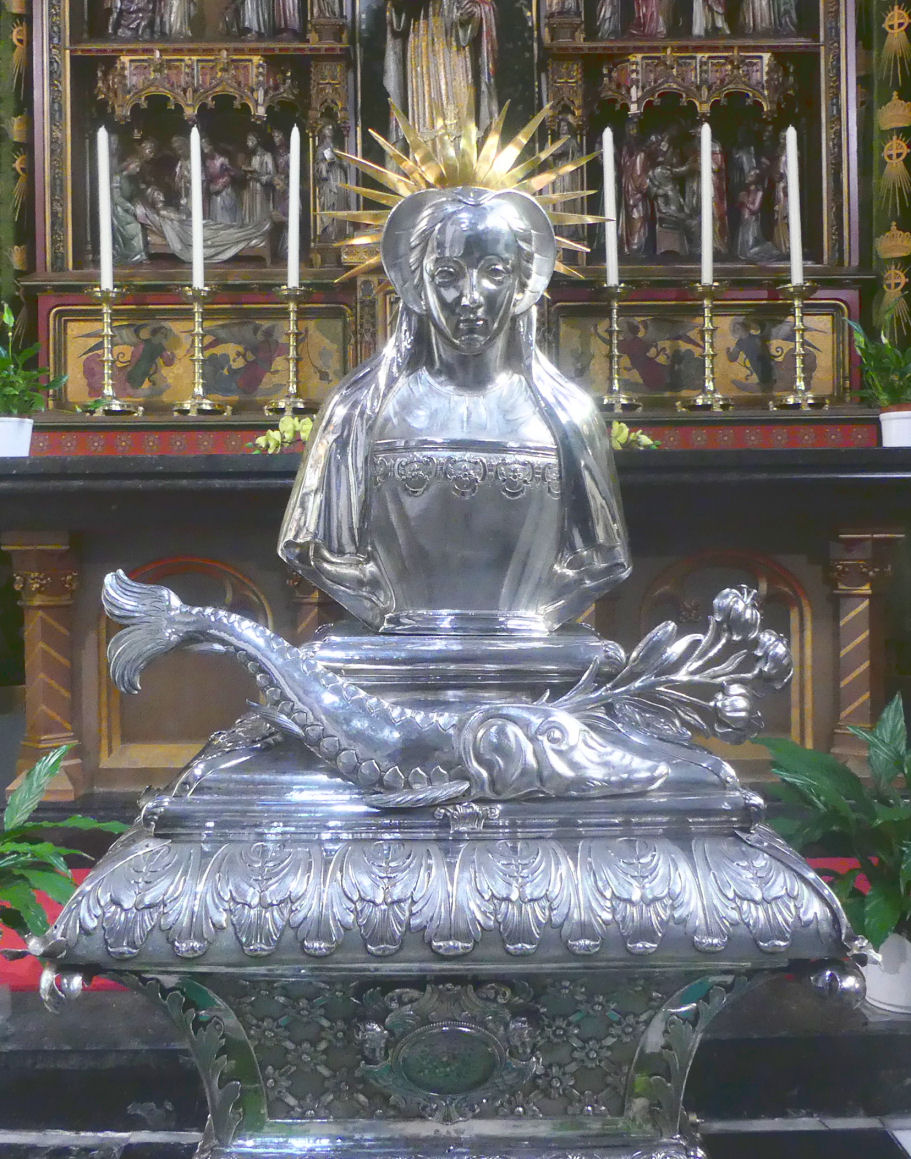
Reliquien

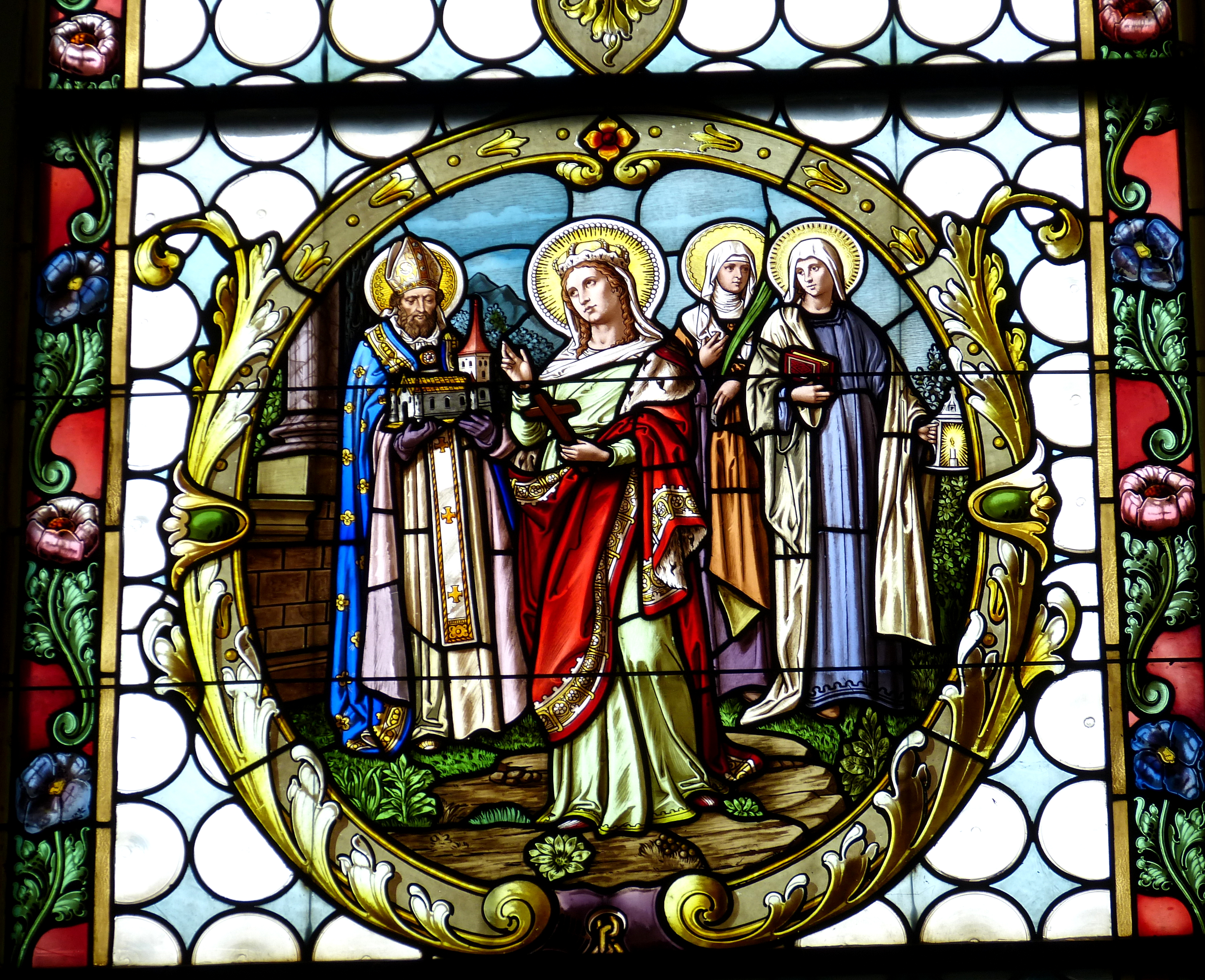
Heilige Amalberga auf Buntglasfenster (1906) in der Wallfahrtskirche Maria Schutz am Bründl, Bad Leonfelden, Oberösterreich

Amalberga von Gent (auch: Amalberga von Temse, Amalberga von Munsterbilzen, Amalberge, Amalia und Amelberga; † um 772) war eine heilige Nonne und Mystikerin.
Sie weigerte sich, einen Königssohn Karl (Karl Martell, nach anderen Interpretationen Karl den Großen) zu heiraten und wurde Nonne in Amorabtei in Munsterbilzen unter der Äbtissin Landrada, ihrer Tante, von der sie zuvor schon unterrichtet worden war. Als Sterbeort findet sich ihre Heimat Temse links der Schelde.
Wohl 864, spätestens aber 1031 wurde sie in die Sankt Petersabtei nach Gent überführt. Ihr Gedenktag ist der 10. Juli.
Sie gilt als Mystikerin, da ihr Leben sehr stark von Visionen geprägt war. Legenden schreiben ihr viele Wunder schon zu Lebzeiten zu, so die Heilung des Kaisers, der wegen seiner Grobheit mit Krankheit geschlagen wurde. Auf die Fürbitte Amalbergas hin entstand ein Brunnen, als sie Wasser in einem Sieb an einen trockenen Ort trug; sie hinderte Wildgänse, in der Gegend Flurschaden anzurichten. Als sie starb, wurde ihr Sarg in einem Boot, ohne Ruder fortschwimmend und von Fischen begleitet, gesehen.
Amalberga soll im Ardennergau auf dem mit „Rodingi Villa“ bezeichneten väterlichen Erbgut geboren worden sein. Ob sie aus jenem Teil des Ardennergaus stammt, der dem heutigen Großherzogtum Luxemburg entspricht, wie dies behauptet wird, oder doch eher aus der belgischen Provinz gleichen Namens, bleibt zu klären. Eine Reihe von Autoren halten „Rodingi Villa“ für identisch mit der luxemburgischen Ortschaft Rodingen, wo Amalberga seit 1880 als Hauptpatronin der Pfarrkirche verehrt wird. Der letzte Beweis hierfür bleibt aber noch zu erbringen.
Sie ist nicht zu verwechseln mit Amalberga von Maubeuge oder Amalberga von Susteren.